# Hérakleopolisz

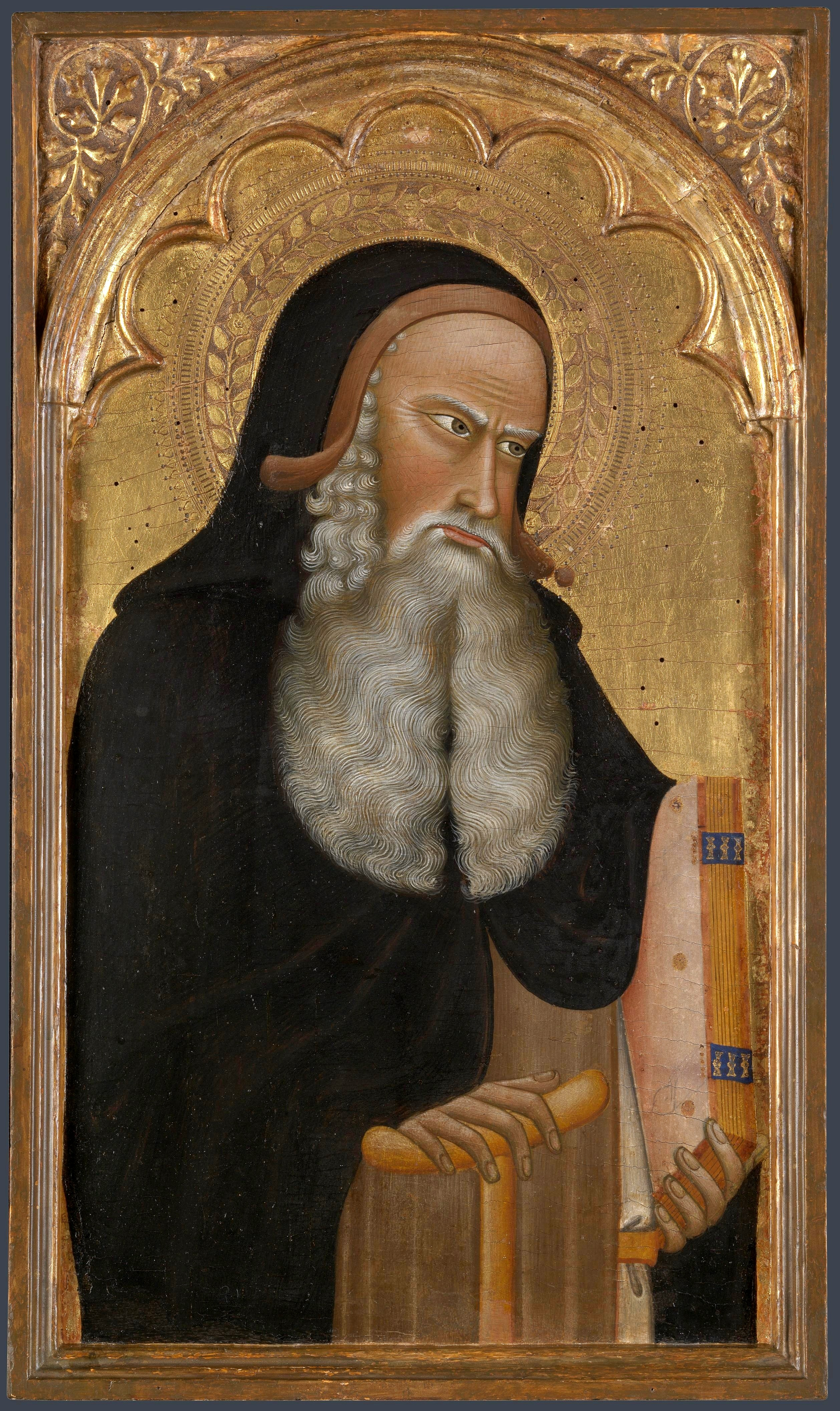
Remete Szent Antal Giovanni di Nicola da Pisa 14. századi festményén

Hérakleopolisz vagy Hérakleopolisz Magna vagy Megalé (görög: Ηρακλεόπολις) a görög neve az Ókori Egyiptom fővárosának huszadik kerületében (görögül: Νομός, Nomós, közigazgatási egység) fekvő egykori településnek. Kairótól 120 km-re délre, a Nílus nyugati partján volt, tőle mintegy 15 km-re északra található a mai Bani Szuvajf városa. Az ókori egyiptomi nyelven Henen-nesutnak, Nen-nesunak vagy Hwt-nen-nesunak hívták, ami „a királyi gyermek házá”-t jelenti. A római megszállás idején a város Ehnasya néven volt ismert, amely a későbbi kopt Hnasz és a középkori arab Ahnasz néven maradt fenn. Ma arabul Ihnasijah Umm Al-Kimam (a. m. „a töredékek anyja”) és Ihnasijah Al-Madinah néven ismert.

## Híres személyek
- Itt született és tevékenykedett Remete Szent Antal

## Fordítás
- Ez a szócikk részben vagy egészben  a   Herakleopolis című eszperantó Wikipédia-szócikk ezen változatának fordításán alapul.  Az eredeti cikk szerkesztőit annak laptörténete sorolja fel. Ez a jelzés csupán a megfogalmazás eredetét és a szerzői jogokat jelzi, nem szolgál a cikkben szereplő információk forrásmegjelöléseként.
- Ez a szócikk részben vagy egészben  az   Eracleopoli című olasz Wikipédia-szócikk ezen változatának fordításán alapul.  Az eredeti cikk szerkesztőit annak laptörténete sorolja fel. Ez a jelzés csupán a megfogalmazás eredetét és a szerzői jogokat jelzi, nem szolgál a cikkben szereplő információk forrásmegjelöléseként.